# Oberea pupillata
Oberea pupillata — вид жесткокрылых из семейства усачей.

## Распространение
Распространён по всей Европе, а также в России.

## Описание
Жук длиной от 13 до 18 мм. Время лёта с мая по сентябрь

## Развитие
Жизненный цикл длится от двух до трёх лет. Кормовым растением является жимолость (Lonicera).

## Галерея

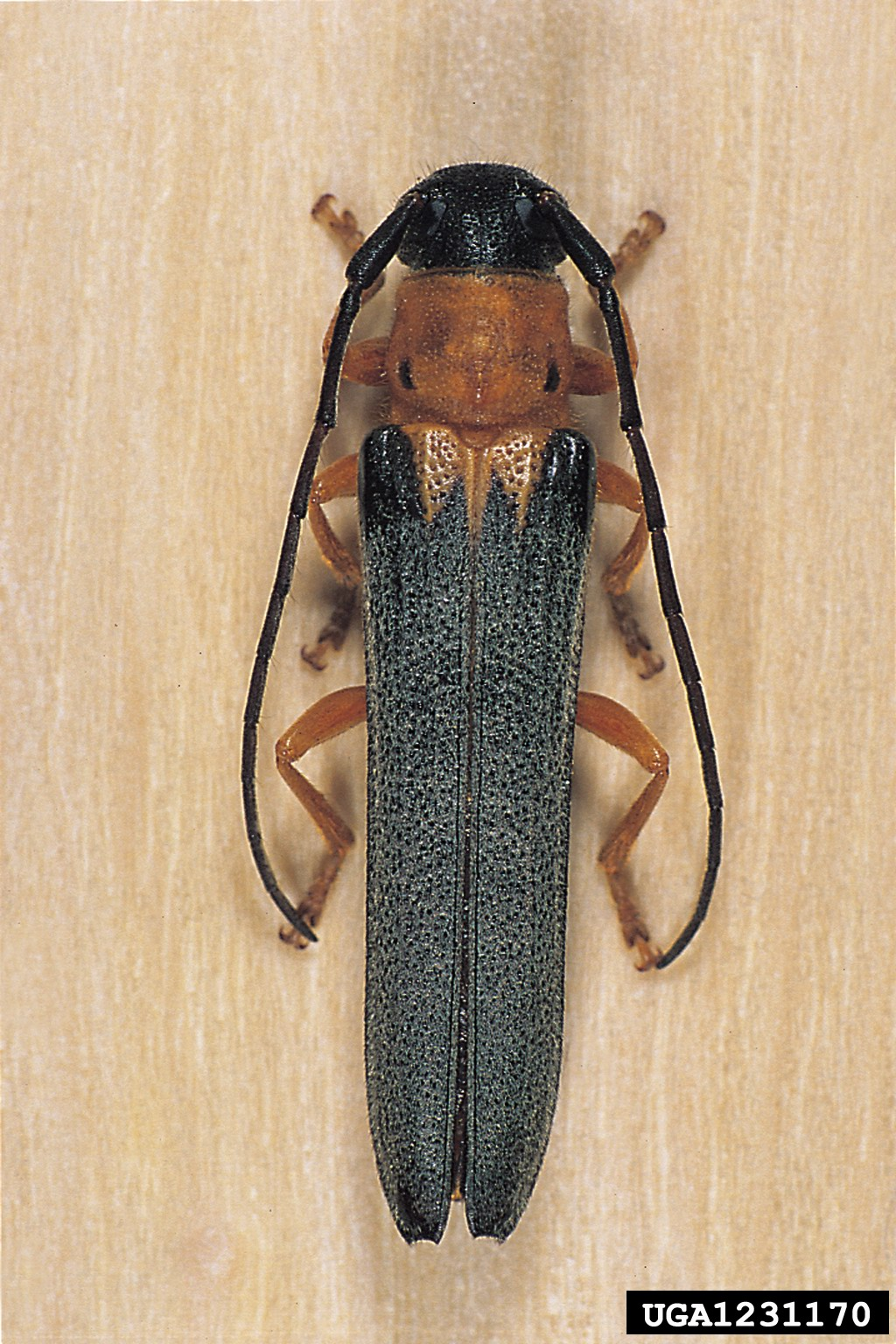